# 利昂提奥斯
利昂提奥斯（希臘語：Λεόντιος，？—706年2月15日），也作利奥提乌斯（拉丁語：Leontius），是一位拜占庭帝国皇帝（695～698年在位）。
在皇帝君士坦丁四世在位期间曾为安纳托利亚军区的总督。在查士丁尼二世在位期间，由于斯拉夫人的倒戈，利昂提奥斯的军队在赛巴斯托城惨败，而被罚入狱2年。
695年出狱后被任命为希腊军区（Helladic theme）总督。695年底，爆发了反对查士丁尼二世的起义，查士丁尼二世被废黜并被流放，他被推举为皇帝。697年，阿拉伯人攻入北非，夺取了迦太基。利昂提奥斯火速派舰队控制了局势。次年春，阿拉伯人集中优势兵力再次攻占迦太基。这次失败导致拜占庭舰队反叛，海军军官阿普西玛被拥立为皇帝，是为提比略三世。利昂提奥斯被废黜，并被割掉鼻子，囚禁在修道院。705年查士丁尼二世复位后，他同提比略三世一起被处死。